# العطيف (دوعن)
'

تعديل مصدري - تعديل

العطيف هي إحدى قرى عزلة صيف بمديرية دوعن التابعة لمحافظة حضرموت، بلغ تعداد سكانها 18 نسمة حسب تعداد اليمن لعام 2004.